# Nazionale di bob della Jugoslavia
La nazionale di bob della Jugoslavia fu la selezione che rappresentò la Jugoslavia nelle competizioni internazionali di bob.
La squadra ebbe l'apice nelle Olimpiadi di Sarajevo 1984 e prese parte a quattro edizioni delle Olimpiadi invernali.

## Storia

Pista del Trebević nel 1983

Rispetto ad altri paesi europei, la Jugoslavia non aveva una tradizione sportiva nello slittino e nel bob, pertanto non esisteva una struttura professionale per questi sport. Tuttavia nel 1977, dopo l'assegnazione dei giochi olimpici invernali alla città di Sarajevo (oggi capitale della Bosnia), si avviò il progetto di realizzare una pista da bob e slittino. Dopo l'approvazione del progetto esecutivo, la costruzione della pista iniziò il 1º giugno 1981, terminando il 30 settembre 1982, con un costo di 563.209.000 dinari. La prima competizione internazionale di rilievo organizzata sulla pista di Sarajevo furono i Campionati europei di bob 1983. Durante le Olimpiadi di Sarajevo 1984, le gare di slittino si svolsero davanti ad un pubblico di 20.000 persone, mentre quelle di bob ebbero 30.000 spettatori. Negli anni successivi, la pista del Trebević ospitò diverse gare di Coppa del mondo, fino allo scoppio delle guerre jugoslave nel 1991, che l'anno successivo generarono la guerra in Bosnia ed Erzegovina. La pista di bob e slittino venne danneggiata durante l'assedio di Sarajevo, poiché utilizzata come posizione d'artiglieria dalle forze serbo-bosniache.
Dopo la dissoluzione della Jugoslavia, le ex repubbliche di Serbia e Montenegro formarono la Repubblica Federale di Jugoslavia, continuando a competere con questo nome fino al 2006. Tuttavia, il nome non venne riconosciuto dall'intera comunità internazionale e venne così cambiato in Serbia e Montenegro dal 4 febbraio 2003 fino all'indipendenza del Montenegro avvenuta nel maggio 2006.

## Partecipazione ai giochi olimpici invernali

### Bob a quattro maschile
| anno | città          | classifica | composizione                                                              |
| ---- | -------------- | ---------- | ------------------------------------------------------------------------- |
| 1984 | Sarajevo       | 19°        | Zdravko Stojnić, Mario Franjić, Siniša Tubić, Nikola Korica               |
| 1984 | Sarajevo       | 23°        | Nenad Prodanović, Ognjen Sokolović, Zoran Sokolović, Borislav Vujadinović |
| 1992 | Albertville    | 24°        | Zdravko Stojnić, Dragiša Jovanović, Miro Pandurević, Ognjen Sokolović     |
| 2002 | Salt Lake City | 25°        | Boris Rađenović, Dalibor Đurđić, Rašo Vucinić, Vuk Rađenović              |

### Bob a due maschile
| anno | città       | classifica | composizione                          |
| ---- | ----------- | ---------- | ------------------------------------- |
| 1984 | Sarajevo    | 22°        | Zdravko Stojnić, Siniša Tubić         |
| 1984 | Sarajevo    | 24°        | Boris Rađenović, Nikola Korica        |
| 1988 | Calgary     | 28°        | Borislav Vujadinović, Miro Pandurević |
| 1992 | Albertville | 29°        | Borislav Vujadinović, Miro Pandurević |
| 1992 | Albertville | 34°        | Dragiša Jovanović, Ognjen Sokolović   |